# Robert Beverley
Robert Beverley (geboren zwischen 1673 und 1678 im Middlesex County, Virginia; gestorben am 26. August 1726 in Westover, Virginia) war ein Pflanzer und Historiker in der englischen Kolonie Virginia.

## Leben und Schaffen
Er war der Sohn des Plantagenbesitzers Robert Beverley, Sr. und dessen zweiter Frau Mary. Über seine ersten Jahre ist wenig bekannt; offenbar wurde er zur Schulausbildung nach England geschickt. 1696 heiratete er, zurück in Virginia, Ursula Byrd, die Schwester von William Byrd I, einem der wohlhabendsten Grundbesitzer der Kolonie. Ab 1696 war er Schreiber des House of Burgesses, des Repräsentantenhauses der Kolonie Virginia, und wurde 1699 selbst als Abgeordneter der Siedlung Jamestown in diese Gesetzeskammer entsandt. Nach 1705 verlor er nach Ränkespielen gegen den königlichen Gouverneur Francis Nicholson an politischem Einfluss.
1703 begab er sich nach London, um in einer Rechtssache das Privy Council anzurufen. Womöglich schon auf der Überfahrt nach England begann er mit der Arbeit an einem Werk über die Geschichte Virginias. Das Resultat erschien 1705 anonym (bzw. vorgeblich von „einem Indianer“ (by an Indian) verfasst) unter dem Titel The History and Present State of Virginia in London. In der zweiten, stark überarbeiteten englischen Auflage von 1722 bekundete er im Vorwort, dass er sein Werk in Angriff genommen habe, um die zahlreichen Fehler im Manuskript von John Oldmixons British Colonies in America (erschienen 1708) richtigzustellen und um die zahlreichen in England kursierenden Vorurteile über die amerikanischen Kolonien zu widerlegen. Das erste der vier „Bücher“ oder besser Kapitel der History beschreibt die Besiedlungsgeschichte Virginias von der „verlorenen Kolonie“ auf Roanoke Island über die Gründung von Jamestown durch John Smith, dessen Tändelei mit der Häuptlingstochter Pocahontas bis hin zur Bacon’s Rebellion. Das zweite Buch behandelt die natürlichen Ressourcen Virginias, das dritte die Indianer und das vierte schließlich den „gegenwärtigen Zustand“ der Kolonie.
Beverleys Werk erwies sich besonders in Frankreich als populär; eine erste Übersetzung erschien 1707, drei weitere französische Auflagen folgten bis 1718. In den USA geriet das Werk fast in Vergessenheit und rückte erst 1947 durch eine von L. B. Wright besorgte neue Ausgabe wieder ins Blickfeld der Historiker und Literaturwissenschaftler. Heute gilt sie neben der History of the Dividing Line Run in the Year 1728 seines Schwagers William Byrd II als bedeutendstes Werk der kolonialen amerikanischen Geschichtsschreibung außerhalb Neuenglands. Verschiedentlich wurde auf die spezifisch amerikanischen Qualitäten der History hingewiesen, so auf den Umstand, dass Beverley in der Vorrede die englische und die französische Geschichtsschreibung gegenüberstellt und gleichermaßen verwirft; sein Stilmodell beschrieb er als an der indianischen Denkart orientiert. Auch übte Beverley scharfe Kritik an der englischen Kolonialverwaltung.